# پائولو ساوولدلی
پائولو ساوولدلی (زادهٔ ۷ مهٔ ۱۹۷۳ در کلوسونه، استان برگامو) رکابزن حرفه‌ای سابق ایتالیایی است که در رشتهٔ دوچرخه‌سواری جاده فعالیت می‌کرد. او توانست دو بار در سال‌های ۲۰۰۲ و ۲۰۰۵ برندهٔ جیرو دیتالیا شود.
تخصص اصلی ساوولدلی سربالایی بود؛ ولی شهرتش برای رکابزنی سریع در سرپایینی بود. به او لقب شاهین داده‌اند. مهارت سرپایینی رفتن او، پیروزی در جیروی ۲۰۰۵ را برایش به همراه داشت. او توانست فاصله‌اش با جیلبرتو سیمونی را در سرپایینی پیش از آخرین بخش کوهستانی مرحلهٔ ماقبل آخر به سوی سستریره از بین ببرد و رهبری او را حفظ کند.
در همان سال، ساوولدلی در یک مرحله از تور دو فرانس نیز به پیروزی رسید. در جیروی ۲۰۰۷ نیز رهبر تیم آستانه بود؛ ولی برای هم‌تیمی خود ادی ماتسولنی کار می‌کرد.
ساوولدلی در پایان فصل ۲۰۰۸ از دنیای دوچرخه‌سواری حرفه‌ای خداحافظی کرد. پس از بازنشستگی فعالیت رسانه‌ای در زمینه دوچرخه‌سواری را آغاز کرد.
او از سال ۲۰۱۲ برای شبکه تلویزیونی رای کار می‌کند و مسابقات دوچرخه‌سواری را گزارش می‌کند.
در مه ۲۰۱۴ ساوولدلی علی‌رغم بازنشسته بودن به دلیل این که مشتری پزشک بدنام میکله فراری بود، به مدت ۶ ماه محروم شد. مدتی بعد، نام او به عنوان یکی از شاهدان گزارش کمیته ضد دوپینگ آمریکا اعلام شد و گفته می‌شود که در جیرو دیتالیای ۲۰۰۶ از دوپینگ اریتروپوئیتین استفاده کرده‌است.

## نتایج در گرند تورها
| گرند تور       | ۱۹۹۶ | ۱۹۹۷ | ۱۹۹۸   | ۱۹۹۹   | ۲۰۰۰ | ۲۰۰۱   | ۲۰۰۲   | ۲۰۰۳ | ۲۰۰۴ | ۲۰۰۵ | ۲۰۰۶   | ۲۰۰۷ | ۲۰۰۸ |
| -------------- | ---- | ---- | ------ | ------ | ---- | ------ | ------ | ---- | ---- | ---- | ------ | ---- | ---- |
| جیرو دیتالیا   | —    | ۱۳   | ۹      | ۲      | ۲۴   | ۱۴     | ۱      | —    | —    | ۱    | ۵      | ۱۲   | ۱۵   |
| تور دو فرانس   | ۳۳   | —    | —      | ناتمام | ۴۱   | —      | —      | —    | —    | ۲۵   | ناتمام | —    | —    |
| ووئلتا اسپانیا | —    | —    | ناتمام | —      | —    | ناتمام | ناتمام | —    | —    | —    | —      | —    | —    |